# Jessie Matthews
Jessie Margaret Matthews, OBE (* 11. März 1907 in London; † 19. August 1981 in Eastcote, Middlesex) war eine britische Schauspielerin. Sie begann ihre Karriere als Tänzerin in den Londoner Music Halls. Nach einigen Musicalerfolgen wurde Jessie Matthews in den 1930er Jahren zu einem der beliebtesten britischen Filmstars, konnte aber während des Zweiten Weltkriegs nicht mehr an ihre früheren Erfolge anknüpfen. Anfang der 1960er Jahre gelang Matthews ein Comeback in der britischen Radio-Seifenoper The Dales.

## Biografie

### Bühnenkarriere
Jessie Matthews wuchs im Londoner Stadtteil Soho unter ärmlichen Umständen als siebtes von elf Kindern eines Straßenhändlers auf. Sie besuchte die Pulteney Street School for Girls. Ihre ältere Schwester Rosie, selbst eine ambitionierte Schauspielerin, erkannt früh Jessies Talent als Tänzerin und Sängerin und ermöglichte ihr Tanz- und Sprechunterricht. Als Zwölfjährige feierte Jessie Matthews ihr Bühnendebüt in einer Inszenierung von Seymor Hicks’ Weihnachtsmusical Bluebell in Fairyland (1919). Vier Jahre später war Matthews eine Revuetänzerin in verschiedenen Londoner Music Halls und absolvierte erste Filmauftritte in Nebenrollen. Der Theaterleiter Charles Cochran erwähnte Matthews in seinem Buch I had Almost Forgotten (1932), die er als „ein interessant aussehendes Kind mit großen Augen, einer lustigen kleinen Nase“ und zu großer Kleidung in Erinnerung behielt.
Jessie Matthews ging mit André Charlot’s Revue of 1924 auf eine Tournee durch die Vereinigten Staaten. Ihre große Stunde kam, als der Star Gertrude Lawrence während der Tournee erkrankte und Matthews für sie in Detroit einsprang. Matthews erhielt positive Kritiken und empfahl sich für größere Rollen. Bei Charlot’s Revue of 1926 trat sie als Solotänzerin auf, ihre erste Hauptrolle hatte sie 1927 in der Londoner Inszenierung von Rodgers’ und Harts Revue One Dam Thing After Another. Zur selben Zeit erhielt sie einen mit 25.000 £ dotierten Vertrag von Charles Cochran. 1928 sang Matthews A Room With a View in Noël Cowards Revue This Year of Grace.
Matthews’ Bühnenpartner in This Year of Grace war Sonnie Hale, mit dem sie ein Liebesverhältnis begann. Hale war zu Beginn der Affäre mit der Schauspielerin Evelyn Laye verheiratet. Als Laye schließlich von der Affäre ihres Mannes erfuhr und die Scheidung einreichte, wurden Matthews’ Liebesbriefe an Hale als Beweismittel vorgelegt. Der Scheidungsprozess wurde zu einem weit beachteten Skandal im Sommer 1930. Jessie Matthews’ Ruf galt fortan als ruiniert, schadete aber nicht ihrer weiteren Karriere. 1931 heirateten Hale und Matthews; für Jessie Matthews war es bereits die zweite Ehe, nachdem sie von 1926 bis 1929 mit dem Schauspieler Henry Lytton, Jr. verheiratet war.
Den Höhepunkt von Jessie Matthews’ Bühnenlaufbahn bildete das von Rodgers und Hart geschriebene Musical Ever Green, das am 3. Dezember 1930 im Londoner Adelphi Theatre uraufgeführt wurde. Matthews spielte an der Seite von Sonnie Hale sowohl die Rolle der Mutter als auch der Tochter in dem vom Leben der edwardischen Music-Hall-Sängerin Marie Lloyd inspirierten Musical. Die Nummer Dancing on the Ceiling wurde zu einem der bekanntesten Lieder von Jessie Matthews.

### Filmkarriere
1931 spielte Jessie Matthews ihre erste Hauptrolle in einem britischen Film. Das von British International Pictures produzierte Musical Out of the Blue wurde zu keinem Erfolg, führte aber dazu, dass der Filmproduzent Michael Balcon Matthews unter Vertrag nahm und sie systematisch zu einem Filmstar aufbaute. 1933 gelang ihr schließlich der Durchbruch mit Victor Savilles Musicalkomödie The Good Companions, die gleichermaßen Matthews’ Image als glamouröser Star wie auch Savilles Ruf als einer der führenden britischen Filmregisseure der 1930er Jahre begründete.
1934 wurde Ever Green von Victor Saville für Gaumont-British unter dem Titel Evergreen verfilmt. Matthews wiederholte ihre Rollen aus der Bühnenfassung, das für die Filmfassung geschriebene Lied Over My Shoulder wurde zu Matthews’ Erkennungsmelodie. Die New Yorker Uraufführung von Evergreen machte Jessie Matthews über Nacht in den Vereinigten Staaten bekannt. Sie erhielt dort den Spitznamen The Dancing Divinity („Die tanzende Gottheit“) und wurde als ideale Partnerin für den amerikanischen Musicalstar Fred Astaire betrachtet. Tatsächlich hatte sich Balcon um Astaire für Evergreen bemüht, doch dieser stand bereits bei RKO Pictures unter Vertrag. Auch in den folgenden Jahren scheiterten mögliche gemeinsame Filmprojekte von Matthews und Astaire, auch weil Gaumont-British seinen größten Star nicht nach Hollywood entlassen wollte.
Evergreen war das erste von sechs Filmen mit Jessie Matthews, mit denen es Gaumont-British gelang, in Aufwand und Inszenierung mit den US-amerikanischen Filmmusicals gleichzuziehen. Dazu trug auch die Verpflichtung amerikanischer Talente bei. Lesser Samuels und Dwight Taylor schrieben die Drehbücher, Robert Bradley wurde als Choreograph gewonnen und als Kameramann fungierte Glen MacWilliams. Für die üppige Ausstattung war der deutsche Artdirector Alfred Junge verantwortlich. Nach Evergreen drehte Victor Saville 1935 First a Girl, eine äußerst erfolgreiche Neuverfilmung der deutschen Filmkomödie Viktor und Viktoria, und 1936 die Musicalkomödie It’s Love Again. 
Mitte der 1930er Jahre galt Jessie Matthews schließlich als einer der international bekanntesten britischen Filmstars. Das britische Filmmagazin Picturegoer nannte sie im Januar 1937 die einzige englische Filmschauspielerin, die in den Vereinigten Staaten eine Berühmtheit war, ohne in Hollywoodproduktionen aufzutreten. In ihrer Heimat stand Matthews dagegen im Schatten von George Formby und Gracie Fields. Während Fields die einfachen Menschen mit ihrem Optimismus in Krisenzeiten ansprach, entflohen Jessie Matthews’ Filme mit ihrem Art-Déco-Stil der Realität, was eher bei der Mittelschicht Anklang fand.
Als Saville 1936 Gaumont-British verließ, sprang Matthews’ Ehemann Sonnie Hale für die nächsten drei Filme ein. Seine Regiearbeiten konnte aber nicht mit Savilles Eleganz mithalten. Gestiegene Produktionskosten und die Unzufriedenheit mit Hales Regie führten dazu, dass nach dem 1938 veröffentlichten Film Sailing Along das nächste Filmmusical von Gaumont-British abgesagt und der Vertrag mit Hale nicht weiter verlängert wurde. Jessie Matthews’ nächster Film, Climbing High, entstand unter der Regie von Carol Reed und wurde zu einer Komödie ohne Gesangseinlagen umgeschrieben. Er erwies sich als Flop, woraufhin Gaumont-British auch Matthews aus ihrem Vertrag entließ.

### Comeback
Nach dem plötzlichen Ende ihrer Filmkarriere versuchte Jessie Matthews gemeinsam mit Sonnie Hale ein Comeback auf den Londoner Theaterbühnen, der Ausbruch des Zweiten Weltkriegs stoppte aber das geplante Projekt. Auf Anraten ihres Mannes ging Jessie Matthews nach New York, wo sie in der Broadway-Produktion The Lady Comes Across auftreten sollte. Noch vor der Premiere erlitt Matthews einen Nervenzusammenbruch, der ihre Karriere endgültig zu beenden schien. Sie hatte bereits seit den frühen 1930er Jahren ernste gesundheitliche Probleme, litt unter Panikattacken und erlitt mehrere Fehlgeburten. Ihr einziges Kind hatte 1934 die Geburt nur für wenige Stunden überlebt. In New York wurde Matthews in einer psychiatrischen Klinik behandelt, wo eine chronisch paranoide Schizophrenie diagnostiziert wurde.
Jessie Matthews kehrte schließlich nach England zurück, wo ihre Ehe mit Sonnie Hale endgültig zerbrach. Während des Zweiten Weltkriegs trat Matthews in Diensten der Entertainments National Service Association auf. Während ihrer Auftritte lernte sie den zwölf Jahre jüngeren Offizier Brian Lewis kennen, den sie 1945 heiratete. 1943 wirkte sie neben vielen weiteren britischen Filmstars in dem von RKO produzierten Fundraiser Auf ewig und drei Tage mit. Es war Matthews erster amerikanischer Film. Daneben spielte sie 1944 in den britischen B-Movie Candles at Nine, der ihr letzter Spielfilmauftritt für die nächsten 14 Jahren werden sollte.
Nach dem Ende des Weltkrieges versuchte sich Jessie Matthews als Bühnenschauspielerin (u. a. Pygmalion, 1950) in ernsten Rollen, konnte dabei aber nicht an ihre früheren Erfolge anknüpfen. In den folgenden Jahren spielte Matthews auf Provinzbühnen und blieb mit Auftritten in nostalgischen Radio- und Fernsehsendungen in Erinnerung. 1958 wirkte sie mit einer kleinen Rolle in George Pals Verfilmung des Märchens Der kleine Däumling mit, ihr Gesang wurde in dem Film aber nachsynchronisiert.
1963 bot ihr die BBC an, die Hauptrolle in der schon seit 1947 laufenden Radio-Seifenoper The Dales zu übernehmen. Die werktäglich ausgestrahlte Serie lief bis 1969 und brachte Jessie Matthews zurück ins Rampenlicht. Nach dem Ende von The Dales wurde sie 1970 in den Rang eines Officer of the Order of the British Empire (OBE) erhoben, legte ihre Autobiografie (Over My Shoulder, 1974) vor und absolvierte zahlreiche Bühnen- und Fernsehauftritte. So spielte sie 1978 Wallis Simpsons Tante in der Miniserie Edward & Mrs. Simpson. 1979 trat sie mit der One-Woman-Show Miss Jessie Matthews in Concert in Los Angeles auf; das Konzert wurde mit dem Drama-Logue Award ausgezeichnet.
Ihren letzten öffentlichen Auftritt hatte Jessie Matthews am 14. Dezember 1980 im Royal National Theatre in der Fernsehshow Night of One Hundred Stars. Sie erlag acht Monate später im Alter von 74 Jahren einem Krebsleiden.

## Filmografie
- 1923: The Beloved Vagabond
- 1923: This England
- 1924: Straws in the Wind
- 1931: Out of the Blue
- 1932: There Goes the Bride
- 1932: The Midshipmaid
- 1933: The Man from Toronto
- 1933: The Good Companions
- 1933: Friday the Thirteenth
- 1933: Waltzes from Vienna
- 1934: Evergreen
- 1935: First a Girl
- 1936: It’s Love Again
- 1937: Head Over Heels
- 1937: Gangway
- 1938: Sailing Along
- 1938: Climbing High
- 1943: Auf ewig und drei Tage (Forever and a Day)
- 1944: Candles at Nine
- 1958: Der kleine Däumling (Tom Thumb)
- 1978: Der Hund von Baskerville (The Hound of the Baskervilles)